# Tapatío
Tapatío ist eine mexikanische Bezeichnung für eine (männliche) Person aus Guadalajara, der zweitgrößten Stadt des Landes und Hauptstadt des Bundesstaates Jalisco. Eine weibliche Person aus Guadalajara wird tapatía bezeichnet, die Mehrzahl lautet tapatíos bzw., wenn nur weibliche Personen bezeichnet werden, tapatías. Es werden aber nicht nur die in Guadalajara geborenen bzw. dort lebenden Personen so bezeichnet, sondern im Allgemeinen alles, was im Zusammenhang mit der Stadt steht.

## Herkunft
Die Bezeichnung tapatío hat ihren Ursprung vermutlich in dem Wort Tlapatiotl, das aus dem Nahuatl stammt und so viel wie „im Wert von drei“ bedeutet. Auf diesem Prinzip basierte das Marktsystem von Guadalajara für Tauschhandel im 17. Jahrhundert. Der „Tlapatiotl im Wert von drei“ bezeichnet ein Tauschgeschäft von drei Stück gegen drei Stück. Weil die Spanier Probleme mit dem Wort hatten, entstand dieser Interpretation zufolge schließlich die Bezeichnung „tapatío“. Die Menschen aus den anderen Teilen Mexikos hörten das Wort gelegentlich und dachten, dass damit die Bewohner von Guadalajara gemeint seien, wodurch diese Bezeichnung sich im Laufe der Zeit tatsächlich durchsetzte.

## Sonstiges
- Der Jarabe Tapatío ist ein mexikanischer Volkstanz, der seinen Ursprung in Guadalajara hat.
- Das Stadtderby zwischen den zwei erfolgreichsten und populärsten Fußballvereinen der Stadt, dem Club Deportivo Guadalajara und dem Atlas Fútbol Club, trägt die Bezeichnung Clásico Tapatío.
- Ein früheres Farmteam des Club Deportivo Guadalajara nannte sich Club Deportivo Tapatío.